# For Those About to Rock
A For Those About to Rock az ausztrál AC/DC együttes kilencedik albuma, amely 1981 novemberében jelent meg az Atlantic Records gondozásában. Ez volt az első AC/DC album, amely nem csak többszörös platina lett, de a Billboard 200 lemezeladási lista csúcsára is feljutott Amerikában (és egészen a 2008-as Black Ice c. albumig az egyetlen is). Angliában az albumlista 3. helyéig jutott a lemez. Ennek ellenére az album inkább az előző, multiplatina Back in Black utóhangjának tekinthető, és egyedül a címadó dal állta ki az idő próbáját, amely a mai napig az AC/DC koncertek záródala.

## Az album dalai
1. "For Those About to Rock (We Salute You)" – 5:44
2. "Put the Finger on You" – 3:25
3. "Let's Get It Up" – 3:54
4. "Inject the Venom" – 3:30
5. "Snowballed" – 3:23
6. "Evil Walks" – 4:23
7. "C.O.D." – 3:19
8. "Breaking the Rules" – 4:23
9. "Night of the Long Knives" – 3:25
10. "Spellbound" – 4:39

## Közreműködők
- Brian Johnson – ének
- Angus Young – szólógitár
- Malcolm Young – ritmusgitár
- Cliff Williams – basszusgitár
- Phil Rudd – dob